# 蔚州常平仓
蔚州常平仓，位于中国河北省张家口市蔚县蔚州镇城内鼓楼西侧，是一座明代古建筑。已先后列为省级文物保护单位和全国重点文物保护单位。

## 保护
1993年7月15日，蔚州常平仓公布为省级文物保护单位。
2006年5月25日，蔚州常平仓由中华人民共和国国务院公布为第六批全国重点文物保护单位，编号6-339。